# Feldgendarmerie
La Feldgendarmerie era la polizia militare delle forze armate della Germania dalla metà del XIX secolo fino alla fine della seconda guerra mondiale.

## Storia iniziale
Le prime formazioni della Feldgendarmerie nacquero durante le mobilitazioni dell'esercito tedesco durante le guerre del 1866 e del 1870. Allo scoppio della prima guerra mondiale la Feldgendarmerie comprendeva 33 compagnie, con 60 soldati e due sottufficiali ciascuna. Nel 1918 il numero di compagnie era salito a 115.

## Germania nazista

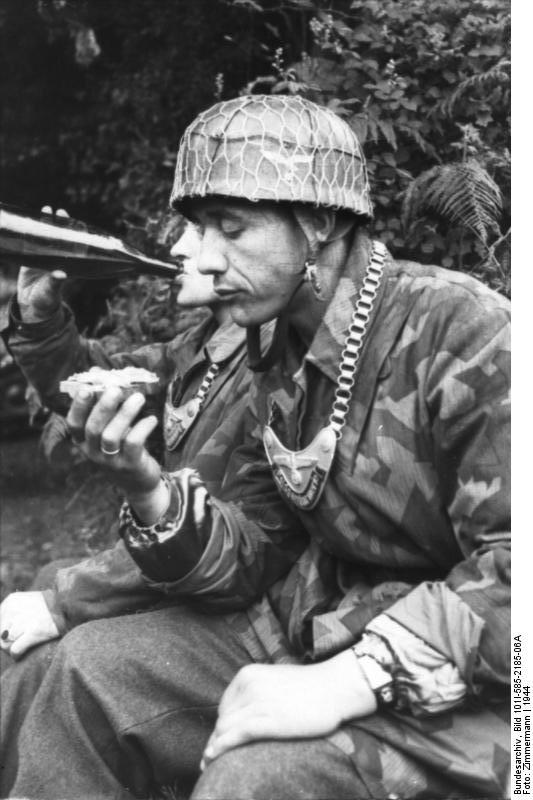
Fendgendarmerie della Luftwaffe

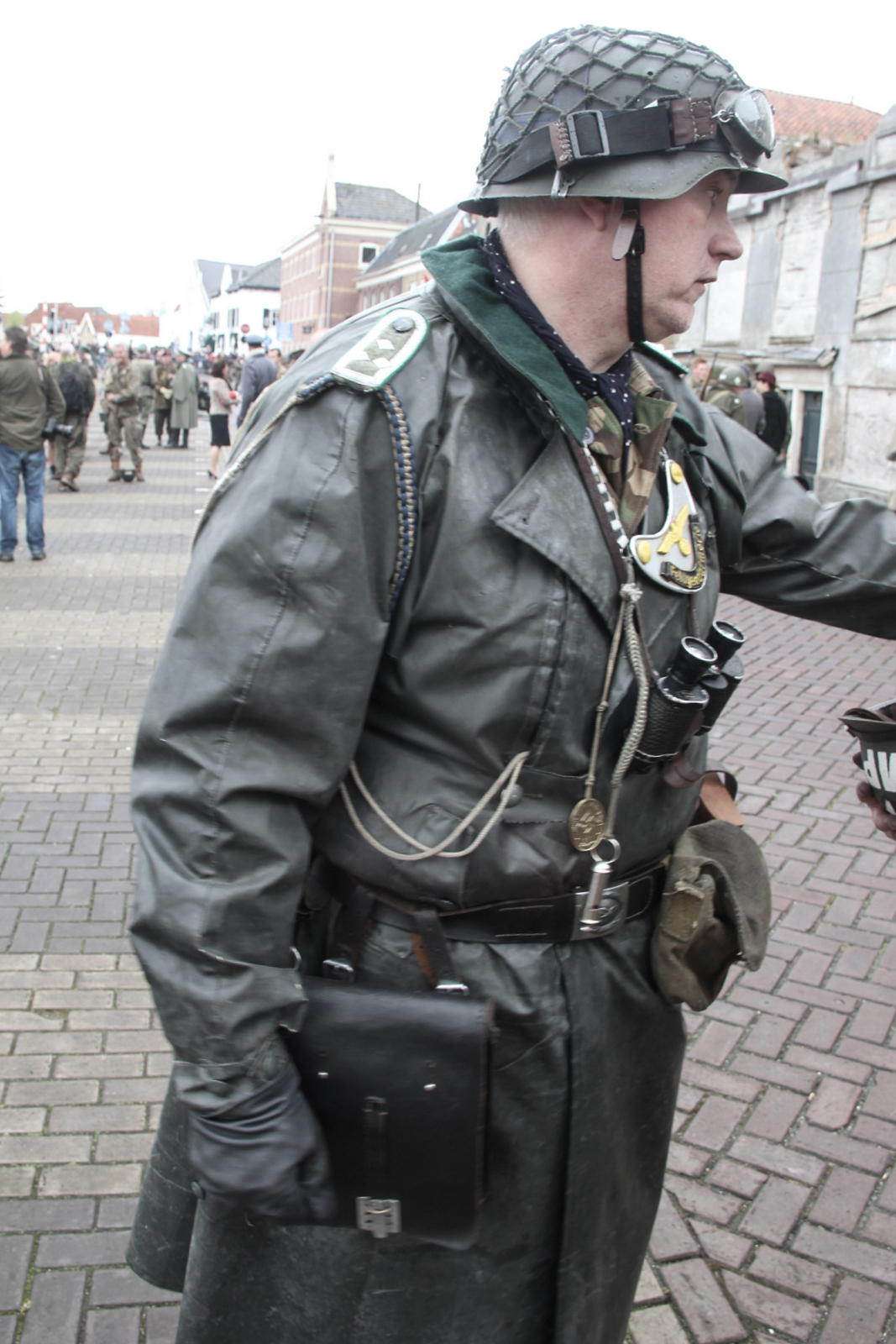
Ricostruzione di un gendarme delle Waffen-SS

Dopo la prima guerra mondiale tutte le unità esistenti di polizia militare furono sciolte senza essere rimpiazzate durante Repubblica di Weimar; i compiti che erano stati della Feldgendarmerie furono ricoperti da normali soldati dotati di poteri di polizia.
Con la salita al potere di Adolf Hitler e l'instaurarsi del regime nazista nel 1933, la Feldgendarmerie fu reintrodotta nella Wehrmacht. Il personale ad essa assegnato, addestrato anche come fanteria, riceveva ampi poteri di polizia: una scuola di polizia militare fu costituita a Potsdam, vicino a Berlino, per addestrare il personale della ricostituita gendarmeria, e il cui programma di formazione comprendeva il codice penale, i poteri di polizia, i doveri di rapporto, passaporto, le norme di identificazione, le tecniche di autodifesa, la metodologia di polizia giudiziaria e la materia amministrativa in generale.
Tutte le future reclute prestavano servizio al comando della Feldgendarmerie già alla fine dei primi esami. I corsi duravano un anno e la proporzione di non idonei al termine di essi era piuttosto alta, nel 1935 ad esempio soli 89 soldati furono promossi rispetto ad un numero iniziale di 219 candidati. Le formazioni di Feldgendarmerie erano incardinate nelle divisioni dell'esercito o quali unità autonome sotto il comando di un corpo d'armata.

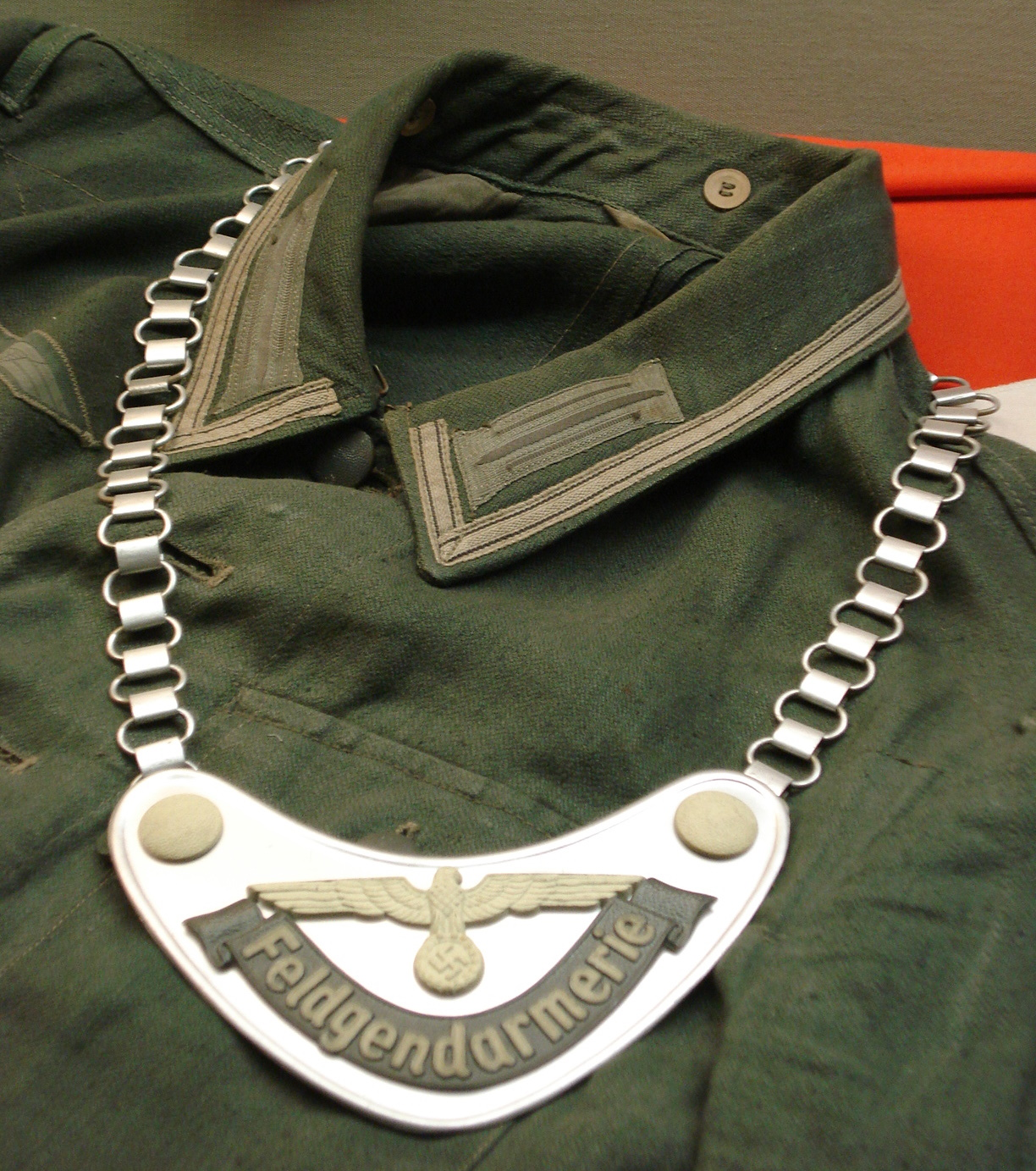
Uniforme della Wehrmacht con gorgiera della Feldgendarmerie.

La Feldgendarmerie (chiamata spregiativamente Kettenhunde, letteralmente "cani con la catena" per via del distintivo di riconoscimento che indossavano al collo) ebbe un ruolo significativo verso la fine della Seconda guerra mondiale in quanto diventò responsabile del destino di decine di migliaia di disertori (detti in lingua tedesca Fahnenflüchtiger, letteralmente "coloro che fuggono dalla bandiera"); la ricerca dei disertori avveniva spesso tra reparti ancora incalzati dal nemico e fiumi di profughi. Seguendo l'opinione di Hitler: "Il soldato può morire, ma il disertore deve morire", molti disertori furono sommariamente giustiziati.
Quando un'unità combattente abbandonava una regione, la supervisione di questa era trasferito all'autorità di occupazione SS- und Polizeiführer (letteralmente: «Comandante delle SS e della Polizia») e il ruolo della Feldgendarmerie formalmente terminava. Tuttavia, alcune unità della Feldgendarmerie rimasero dislocate nei territori occupati: le loro missioni spaziavano dal semplice controllo del traffico e compiti di polizia civile sino alla soppressione ed esecuzione di partigiani ed oppositori nemici.

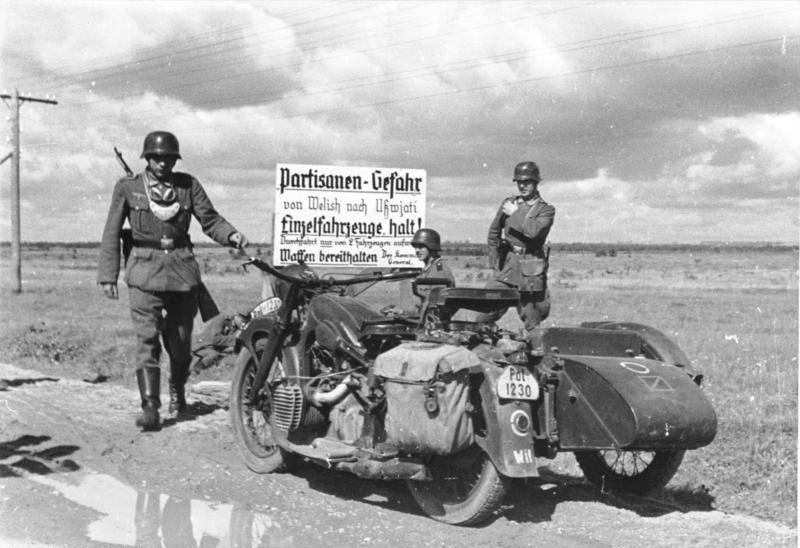
Feldgendarmerie durante l'Operazione Barbarossa, luglio 1941

È noto che i Comandanti delle SS e della Polizia abbiano commesso numerosi crimini di guerra, inclusi arresti di massa e deportazioni ai campi di concentramento e perfino di eccidi di interi villaggi, specialmente di ebrei e di altre popolazioni diffidate. L'estensione della partecipazione della Feldgendarmerie a queste attività non è ben comprovata sebbene Antony Beevor abbia esposto alcuni casi ben documentati nel suo libro Stalingrad.

## Dopoguerra
Con la creazione della Bundeswehr nel 1955, armi e corpi furono rinominati per ragioni politiche, onde distinguerle e dissociarle dagli equivalenti della Wehrmacht nazista. Così, la polizia militare nella rinata Bundeswehr non fu più chiamata Feldgendarmerie: in origine, l'intento era quello di definire la polizia militare "Militärpolizei", letteralmente polizia militare. Questa proposta incontrò l'opposizione delle autorità dei Länder, gli Stati federati componenti la nuova Repubblica federale tedesca, i quali per Costituzione detenevano il compito di mantenere l'ordine pubblico: il termine polizei (polizia) era gelosamente protetta dagli stessi stati, ed assegnarlo anche ad un corpo militare, per di più assoggettato solo al governo federale (come del resto tutte le forze armate), nell'opinione delle autorità locali rievocava la terminata esperienza nazionalsocialista e il suo centralismo. In virtù di queste obiezioni, il ministero della Difesa federale optò per la designazione di Feldjäger, riprendendo la denominazione di un reggimento di fanteria prussiano che aveva storicamente ricoperto anche ruoli che in retrospettiva erano assimilati alla contemporanea polizia militare.